# Караджич, Мина
Мина Караджич (серб. Вилхелмина "Мина" Караџић-Вукомановић, 12 июля 1828, Вена) — сербская художница и писательница.

## Биография
Роидилась в Вене 12 июля 1828 года. Отец серб Вук Караджич, мать австрийка Ана Мария Краус. Была крещена в католической церкви, получила имя Вильгельмина. Семья была многодетной, но из тринадцати детей только Мина и её брат Дмитрий пережили детство и раннюю юность.
Отец с детства заботился об её образовании, с шести лет Мина начала заниматься на дому. Научилась чтению и письму на немецком языке, этот язык был у них дома основным. С восьми лет её отдали на частные уроки, где она обучалась живописи, игре на фортепиано, изучала французский и итальянский языки.
Сербский язык ей удалось выучить лишь в пятнадцать лет, начала писать на нём стихи и прозу, а также переводила на немецкий язык сербские народные сказки. Больше всего она увлекалась живописью, посещала известных австрийских художников для обучения. В это же время отец старался вовлекать её в свою работу, впоследствии это и стало главным занятием Мины.
Художественное образование она получила у Фридриха Цильхера в Вене, но изучала живопись, копируя работы великих мастеров в галереях Вены, Венеции, Дрездена и Берлина.
В 19 лет начинает изучение английского языка, ведёт записи отца на иностранных языках, с ним же путешествует по Европе. Живопись остаётся её главным увлечением, она посещает разного рода галереи в Венеции. Ей удаётся повстречать видных деятелей таких как Бранко Радичевич, Петр II Петрович Негош, Людвиг Август фон Франкл, Якоб Гримм, Леопольд фон Ранке, Павел Юзеф Шафарик. Об этом говорит знаменитый альбом Мины, в котором эти писатели и художники оставили записи.
В 1850 году она первые едет с отцом в Сербию, там встречается с Луизой (Александрой) Керр и выступает в качестве её переводчицы. За время поездки Мина вела заметки и также переводила их на французский. Тогда же в Сербии она познакомилась со Стоядинович Милицей.
В 1856 году без ведома родителей, принимает предложение руки и сердца Алексы Вукомановича. Из-за несоответствия их религиозных взглядов и болезни жениха родители Мины не согласны с этим выбором и помолвкой. В мае 1858 года она с родителями приехала в Земун, приняла православие. Венчание состоялось в Кафедральном соборе Белграда. Мина с мужем остаются жить в Белграде в доме княжеской семьи Обреновичей. В 1859 году у них родился сын Янко, а через три месяца муж скончался. После этого Мина тяжело заболевает и сталкивается с финансовыми трудностями. Она отказывается от предложения принцессы Юлии остаться в Белграде в качестве директора женской гимназии и возвращается с сыном и матерью в Вену. 1978 году в России умирает её сын. Мина прекращает общественную деятельность.
В 1879—1882 года она с братом сообща начинают работать над трудами отца. После смерти в 1883 году брата она не оставила работу и скоро опубликовала в Вене, Белграде и Санкт-Петербурге труды своего отца.

## Профессиональная деятельность
Оставила после себя более пятидесяти работ, среди них картины (более 20), стихи, переводы, заметки о поездках и многое другое.
Некоторые из её работ:
- Сербские сказки (1854)
- Бранко Радичевич (1877)
- Письмо в редакцию «Орло» (1878)
- Несколько дней в Сербии (1895)
- Дочь Вука Караджича о Бранко (1924)
- Воспоминания Бранко Радичевича (1947)
- Письма Мины Караджич-Вукоманович (1997)
- Картины Мины Караджич Вукоманович (1997)
- Дневник Мины Караджич (2004)
- Воспоминания Мины Караджич (2004)